# Philosophie de la danse
La philosophie de la danse est une branche de la philosophie qui explore les questions fondamentales concernant la nature, le sens et l'importance de la danse en tant qu'art et pratique humaine. Elle englobe une gamme d'approches philosophiques, allant de l'esthétique à l'éthique en passant par l'ontologie, la philosophie analytique et la phénoménologie, dans le but de comprendre les divers aspects de la danse et son impact sur la vie individuelle et collective.
Chez de nombreux philosophes depuis l'Antiquité (Platon, Lucien de Samosate), la danse est considérée comme un moyen d'expression humaine essentiel, employant mouvements, gestes et postures afin de communiquer des émotions, des histoires et des idées. Bien que les théoriciens des Beaux-arts (Emmanuel Kant, Georg Wilhelm Friedrich Hegel) aient minimisé son importance et l'aient classé au rang des arts mineurs, de plus en plus de philosophes à partir de la fin du XIXe siècle lui consacrent des réflexions au sein de leurs esthétiques, voire des traités complets (Friedrich Nietzsche, Henri Bergson, Paul Valéry, Frantz Fanon, ou plus récemment Jacques Rancière, Elsa Dorlin et Erin Manning).
La philosophie de la danse explore des questions telles que : Quel est le lien entre le mouvement corporel et la pensée ? Quelle est la relation entre la danse et d'autres formes d'art ? Quelles sont les valeurs esthétiques et éthiques impliquées dans la pratique et l'appréciation de la danse ?
Discipline interdisciplinaire, la philosophie de la danse attire l'attention sur des sujets variés, tels que la corporéité, la performance, la ritualisation, la politique du corps, l'écologie, les relations aux autres êtres humains, la justice sociale, etc. À travers l'examen de ces questions, la philosophie de la danse offre un éclairage unique sur la condition humaine et la signification de l'art dans notre vie quotidienne et culturelle.

## Antiquité grecque et latine

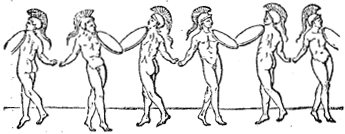
La danse martiale des corybantes, tirée du Dictionnary of Greek and Roman Antiquities de William Smith. Dans Les Lois, Platon décrit la fonction des danses martiales pour sa cité idéale : former les citoyens à des gestes et des attitudes « vertueuses ».

Les philosophes grecs classiques tels que Platon et Aristote ont abordé la danse dans leurs écrits, en explorant ses implications esthétiques, éducatives et métaphysiques,. Pour Platon, la danse faisait partie intégrante de son concept d'éducation idéale dans la République, où il discute de son rôle dans la formation morale et physique des citoyens. Dans Le Banquet, Socrate en vante les mérite pour l'apprentissage de la coordination et de l'intégration :

« Ce fut après le tour de l’enfant de danser. Et Socrate commenta : – Voyez-vous comment l’enfant, aussi beau soit-il, apparaît néanmoins encore plus beau dans ces attitudes que lorsqu’il est immobile ? – Et Charmide de répondre : Il semble que tu entendes louer le maître de danse. – Sans doute, par Zeus, dit Socrate. Et je me suis aperçu d’une autre chose aussi, c’est-à-dire du fait que, lorsqu’il dansait, aucune partie de son corps ne restait immobile, mais le cou, les jambes et les mains bougeaient ensemble : c’est ainsi que doit danser celui qui veut accroître la souplesse de son corps. En fait, Syracusain, je voudrais moi-même apprendre de toi ces figures. Et l’autre : – À quoi te serviront-elles ? – Par Zeus, à danser ! »

Aristote, quant à lui, examine la danse dans son traité sur la Poétique mais aussi dans sa Rhétorique, en considérant sa capacité à susciter des émotions et à imiter la nature (« car c'est par les rythmes figurés que les danseurs expriment les mœurs, les passions, les actions »), même si ses écrits contribuent largement à évacuer l'importance de la danse et de la musique dans la définition de la tragédie antique.
Les penseurs de l'Antiquité méditerranéenne ont également associé la danse à des cultes religieux et des cérémonies sacrées, la considérant comme un moyen de communiquer avec les dieux et de célébrer les mystères de la vie et de la mort,. Les danses dionysiaques, par exemple, étaient un aspect central des festivals en l'honneur du dieu Dionysos, où les participants cherchaient l'extase et la transcendance à travers le mouvement rythmique et l'abandon de soi.
Ainsi, la philosophie de la danse dans l'Antiquité témoigne d'une compréhension à la fois politique, culturelle et affective du rôle de la danse dans les relations humaines, et elle continue d'influencer notre compréhension contemporaine de la danse en tant qu'expression humaine essentielle.

## Théories des beaux-arts en Europe

### Orchésographie et système des beaux-arts

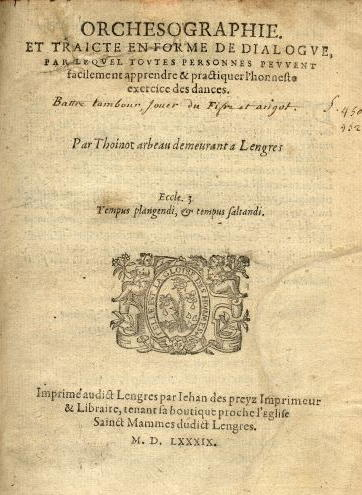
Page titre de l'Orchésographie. Et traicte en forme de dialogve, par leqvel tovtes personnes pevvent facilement apprendre & practiquer l'honneste exercice des dances par Thoinot Arbeau.

Thoinot Arbeau, un ecclésiastique et théoricien français du XVIe siècle, a joué un rôle crucial dans l'inclusion de la danse dans la théorie des beaux-arts. Dans son traité Orchésographie, publié en 1589, Arbeau explore en détail les danses de la Renaissance française, les décrivant avec précision et les classant parmi les arts nobles. Contrairement à certaines conceptions de l'époque qui reléguaient la danse au rang de simple divertissement populaire, Arbeau la considérait comme une forme d'art raffinée qui méritait d'être étudiée et appréciée aux côtés de la musique, de la peinture et de la poésie.
Charles Batteux, érudit et polygraphe français du XVIIIe siècle qui joue un rôle crucial dans la formulation du système des beaux-arts, a également plaidé en faveur de l'inclusion de la danse dans cette hiérarchie artistique. Pour Batteux, la danse méritait sa place parmi les beaux-arts en raison de sa capacité, analogue à celle de la peinture, à l'imitation des sentiments :

« Le principe de l'imitation que le philosophe grec établit pour les beaux arts, m'avoit frappé. J'en avois senti la justesse pour la peinture qui est une poesie muette (...) J'allai plus loin : j'essayoi d'appliquer le même principe à la musique et à l'art du geste, et je fus étonné de la justesse avec laquelle il leur convenoit. »

Il considérait la danse comme une forme d'art noble qui pouvait rivaliser avec les autres disciplines artistiques en termes de complexité esthétique et d'impact émotionnel. Pour Batteux, la danse était un moyen privilégié d'imiter la vie elle-même, en capturant la fluidité, la grâce et la diversité du mouvement corporel.

### Un art hybride et ancillaire
Malgré ces inclusions précoces dans les systèmes des Beaux-Arts, le philosophe allemand du XVIIIe siècle Emmanuel Kant, qui a contribué à fonder la discipline philosophique de l'Esthétique, a exprimé un mépris prononcé pour la danse dans ses écrits sur l'art. Dans sa Critique de la faculté de juger (1790), Kant classe la danse parmi les arts « agréables », qu'il oppose aux arts « beaux ». Pour Kant, les arts « agréables » sont caractérisés par leur capacité à procurer un plaisir sensoriel immédiat, mais ils manquent de la profondeur intellectuelle et de la signification morale qui caractérisent les arts « beaux ». Il considérait la danse comme une forme d'expression purement corporelle, dénuée de la dimension intellectuelle et symbolique qu'il valorisait dans les arts « beaux » tels que la peinture et la musique,.

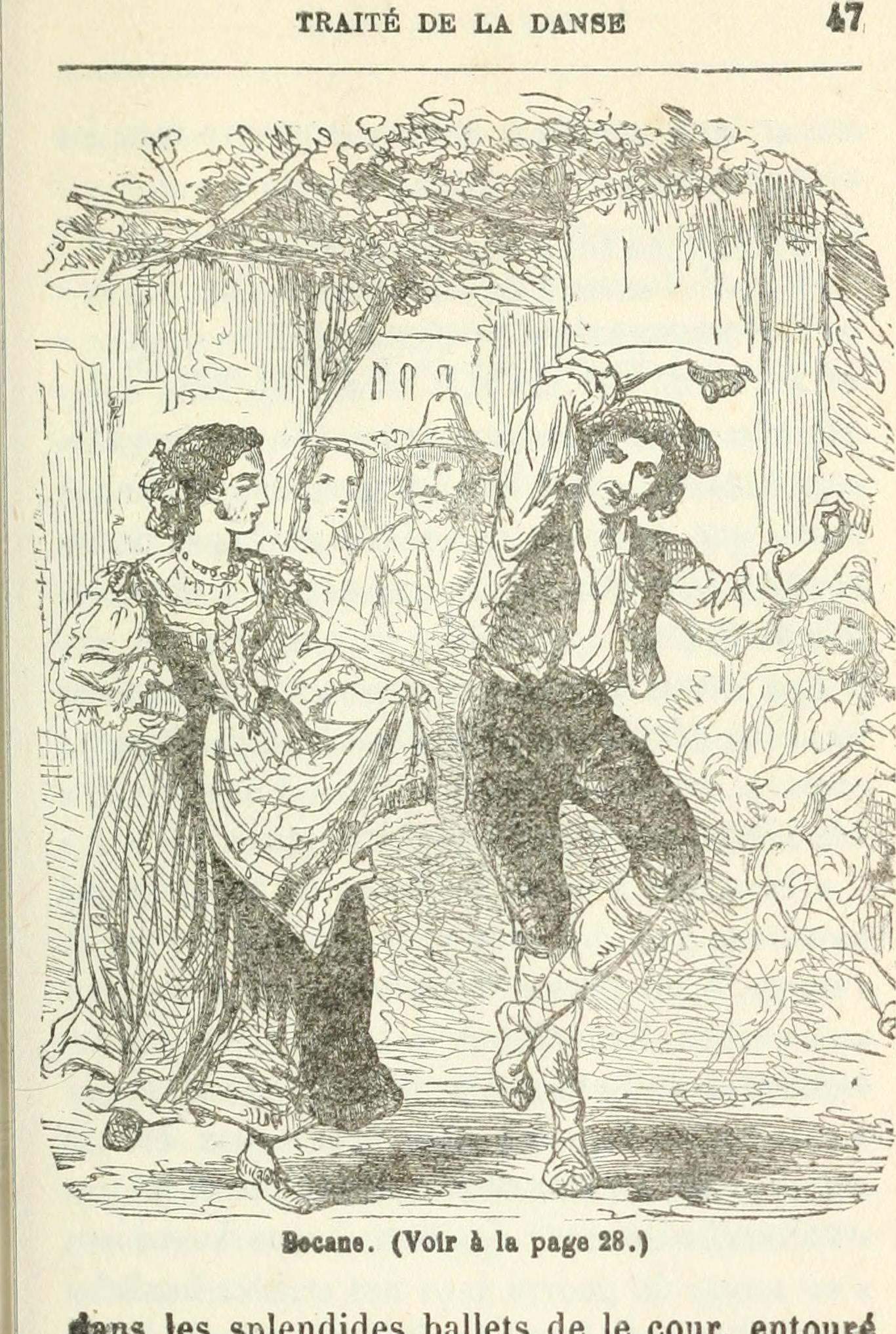
Extrait d'un Traité de la danse (1910) où il est notamment question de la prévalence sociale des danses populaires et savantes au XVII et au XVIII.

Selon Kant, la danse n'atteint pas le niveau de l'art véritable car elle ne suscite pas une réflexion conceptuelle ou une appréciation esthétique authentique. Pour lui, elle était associée à un plaisir sensuel superficiel, dépourvu de la profondeur émotionnelle et intellectuelle que l'on trouve dans d'autres formes d'art. Cette vision restrictive de la danse comme art mineur a contribué à sa marginalisation dans la philosophie de l'esthétique occidentale pendant de nombreuses années, malgré son importance culturelle et sociale dans de nombreuses sociétés à travers le monde.

Ainsi, suivant les propositions de Kant, Georg Wilhelm Friedrich Hegel, philosophe allemand du XIXe siècle, accorde une attention particulière à la musique et à la poésie comme formes d'art supérieures, mais relègue la danse au rang d'une simple distraction ou d'un divertissement frivole. Pour Hegel, la danse manquait de la profondeur conceptuelle et de la capacité à exprimer les idées abstraites que l'on trouvait dans d'autres arts, comme la peinture ou la sculpture. C'est notamment son caractère hybride qui la rend indigne d'exprimer la pensée :

« Ces cinq arts [architecture, sculpture, peinture, musique et poésie] constituent le système déterminé et articulé de l’art effectif réel. Il y a bien encore, outre ceux-là, d’autres arts imparfaits, l’art des jardins, la danse, etc., dont cependant nous ne ferons mention que de manière occasionnelle. L’examen philosophique, en effet, doit uniquement se tenir aux différences conceptuelles, et développer et concevoir les configurations véritables adéquates à celles-ci. (...) De même que dans la nature les espèces hybrides, les amphibies et autres transitions, ne donnent guère à voir que leur impuissance en lieu et place de l’excellence et de la liberté de la nature, (...) il en va de même dans l’art avec ce type de genres intermédiaires, bien que ceux-ci puissent encore produire, sinon quelque chose d’élevé, du moins plus d’une réalisation réjouissante, charmante et méritoire. »

Ainsi, bien que la danse puisse occuper une place importante dans la culture populaire et dans les pratiques sociales de son époque, elle n'a jamais reçu la même reconnaissance philosophique que d'autres formes d'art aux yeux de Hegel.

### La valorisation nietzschéenne de la danse

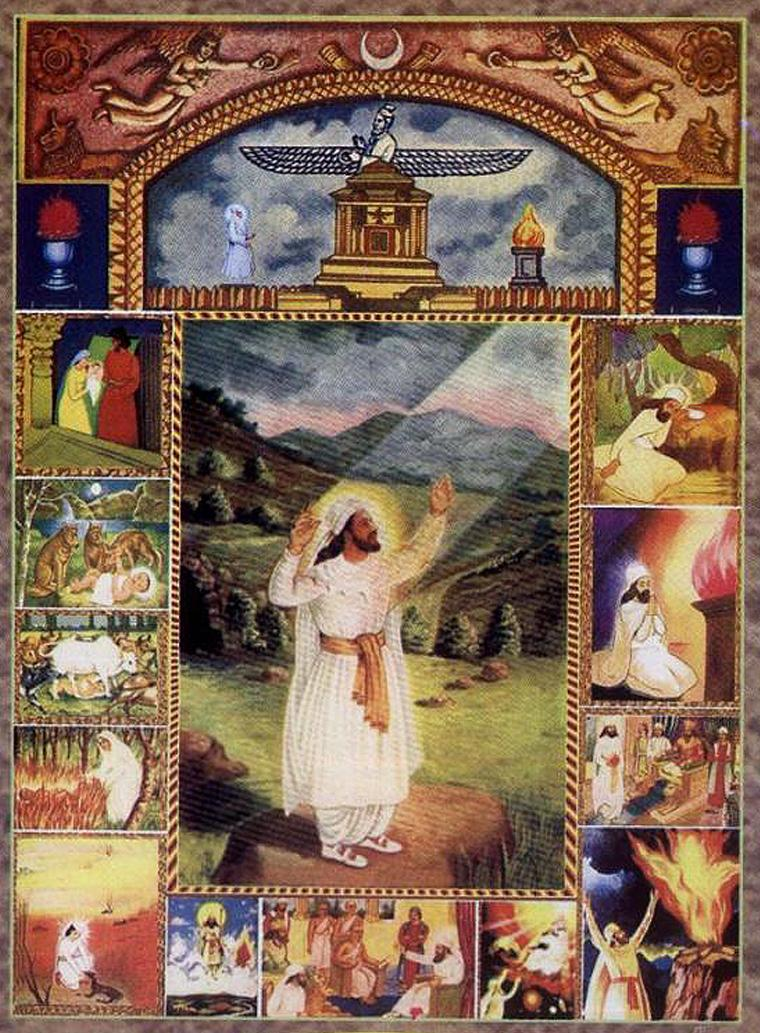
Vie de Zoroastre (Mumbai, XIX), qui inspire partiellement à Nietzsche son œuvre Ainsi parlait Zarathoustra et la sentence qui s'y trouve : « Je ne croirai qu'à un dieu qui saura danser. »

Contrairement aux philosophes des Beaux-arts, le philosophe allemand Friedrich Nietzsche tenait la danse en haute estime. Il la décrit comme un art de la « grande santé », une expression de la vitalité, de la spontanéité et de l'affirmation de la vie. Pour lui, la danse n'est pas seulement un divertissement ou un exercice esthétique, mais plutôt une manifestation physique de la puissance créatrice de l'individu.
Nietzsche considérait ainsi la danse comme un moyen d'exprimer la volonté de puissance, une force vitale fondamentale qui anime tous les aspects de l'existence, un antidote à « l'esprit de pesanteur » des philosophes. Si Nietzsche parle rarement de danses concrètes et historiquement situées, il l'emploie systématiquement comme une métaphore positive d'une pensée et d'une pratique qui sait mettre en mouvement, allant jusqu'à affirmer, dans Ainsi parlait Zarathoustra : « Je ne croirai qu'à un dieu qui saura danser. ».

## AuXXesiècle
Au début du XXe siècle, la danse traverse une période de profonde transformation, marquée par l'émergence de mouvements artistiques radicaux et de nouvelles conceptions philosophiques sur le corps et le mouvement. Le ballet classique, longtemps considéré comme la forme dominante de danse en Europe, continue à prospérer, mais il est également confronté à des défis croissants de la part des mouvements de danse moderne qui, en relation aux philosophies et aux arts issus d'Afrique et d'Asie notamment, en vient à repousser les limites traditionnelles de la forme et de l'expression.
Dans ce contexte, des figures pionnières telles que Isadora Duncan et Vaslav Nijinski ont joué un rôle majeur dans la redéfinition de la danse au début du XXe siècle. Isadora Duncan, considérée comme la mère de la danse moderne, prône un retour à la spontanéité du mouvement et à la connexion avec la nature, rejetant les contraintes rigides du ballet classique au profit d'une expression plus libre et expressive du corps. De son côté, Vaslav Nijinski, danseur et chorégraphe de renom, explorait de nouvelles possibilités de mouvement et d'émotion dans des œuvres révolutionnaires telles que L'Après-midi d'un faune et Le Sacre du printemps, défiant ainsi les conventions esthétiques de son époque.

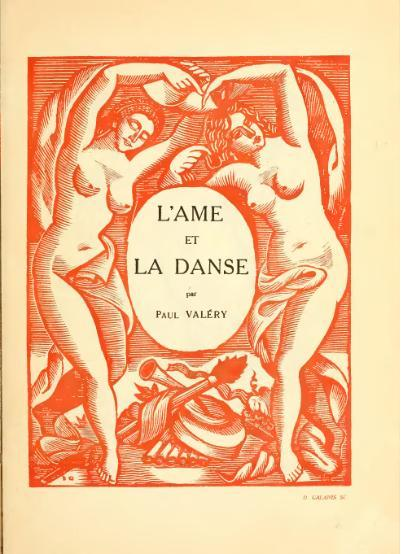
Page de garde du dialogue pseudo-platonicien L'âme et la danse de Paul Valéry (1921).

C'est à cette même époque que le poète français Paul Valéry écrit son essai pionnier, Philosophie de la danse, suivi d'un dialogue pseudo-platonicien, L'Âme et la danse, où il imagine Socrate discourant sur les pas agiles d'une danseuse et ce qu'elle enseigne des triomphes de l'esprit sur la matière. Plus près des pratiques de son temps, le phénoménologue allemand Erwin Straus écrit plusieurs textes dédiés aux rapports entre spatialité et motricité dans les danses en couple et dans les danses collectives.
Au cours du XXe siècle, l'importance de l'art chorégraphique ne cesse de se confirmer dans divers champs de la philosophie. Dans la phénoménologie, elle trouve une place de choix, confirmée par de nombreux auteurs contemporains qui mobilisent Mikel Dufrenne, Maurice Merleau-Ponty, Michel Henry ou encore Jan Patočka pour penser avec la danse,. Dans l'esthétique et la philosophie de l'art, elle trouve une place à part entière dans la fonction d'expression des sentiments ou des valeurs (Rachel Bespaloff, Susanne Langer, Gilles Deleuze, Georges Didi-Huberman et Jacques Rancière).
Dans la philosophie décoloniale, elle joue enfin un rôle pivot dans la prise de conscience de l'oppression ; ainsi Frantz Fanon affirme-t-il au début des Damnés de la terre qu'« une étude du monde colonial doit obligatoirement s'attacher à la compréhension du phénomène de la danse et de la possession », et il poursuit :

« Le cercle de la danse est un cercle permissif. Il protège et autorise. À heures fixes, à dates fixes, hommes et femmes se retrouvent en un lieu donné et, sous l'œil grave de la tribu, se lancent dans une pantomime d'allure désordonnée mais en réalité très systématisée où, par des voies multiples, dénégations de la tête, courbure de la colonne, rejet en arrière de tout le corps, se déchiffre à livre ouvert l'effort grandiose d'une collectivité pour s'exorciser, s'affranchir, se dire. Tout est permis... dans le cercle. [...] Tout est permis car, en réalité, l'on ne se réunit que pour laisser la libido accumulée, l'agressivité empêchée, sourdre volcaniquement. Mises à mort symboliques, chevauchées figuratives, meurtres multiples imaginaires, il faut que tout cela sorte. Les mauvaises humeurs s'écoulent, bruyantes telles des coulées de lave. »

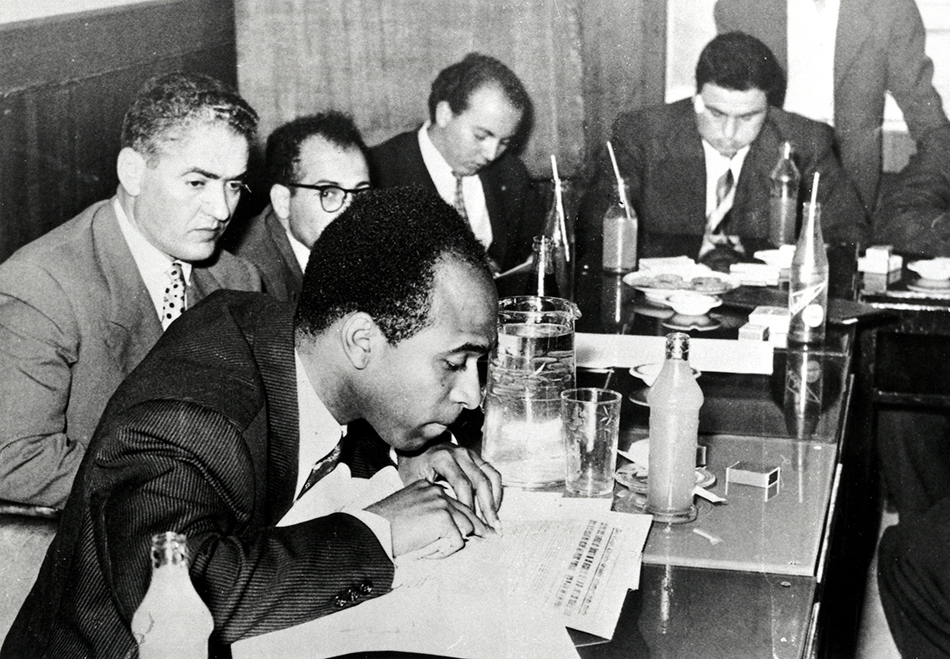
Frantz Fanon lors d'une conférence de presse du Congrès des écrivains à Tunis en 1959

À partir des années 1980, les premières monographies philosophiques consacrées à la danse commencent à se multiplier, à commencer (aux États-Unis) par les œuvres phénoménologiques de Maxine Sheets-Johnston, de Sondra Horton Fraleigh et de Susan Leigh Foster, les anthropologies philosophiques de Randy Martin et d'André Lepecki,, et (en France) les travaux de Michel Bernard, qui fonde le premier département d'études en danse à l'Université Paris-VIII.

## AuXXIesiècle

### Évolutions théoriques

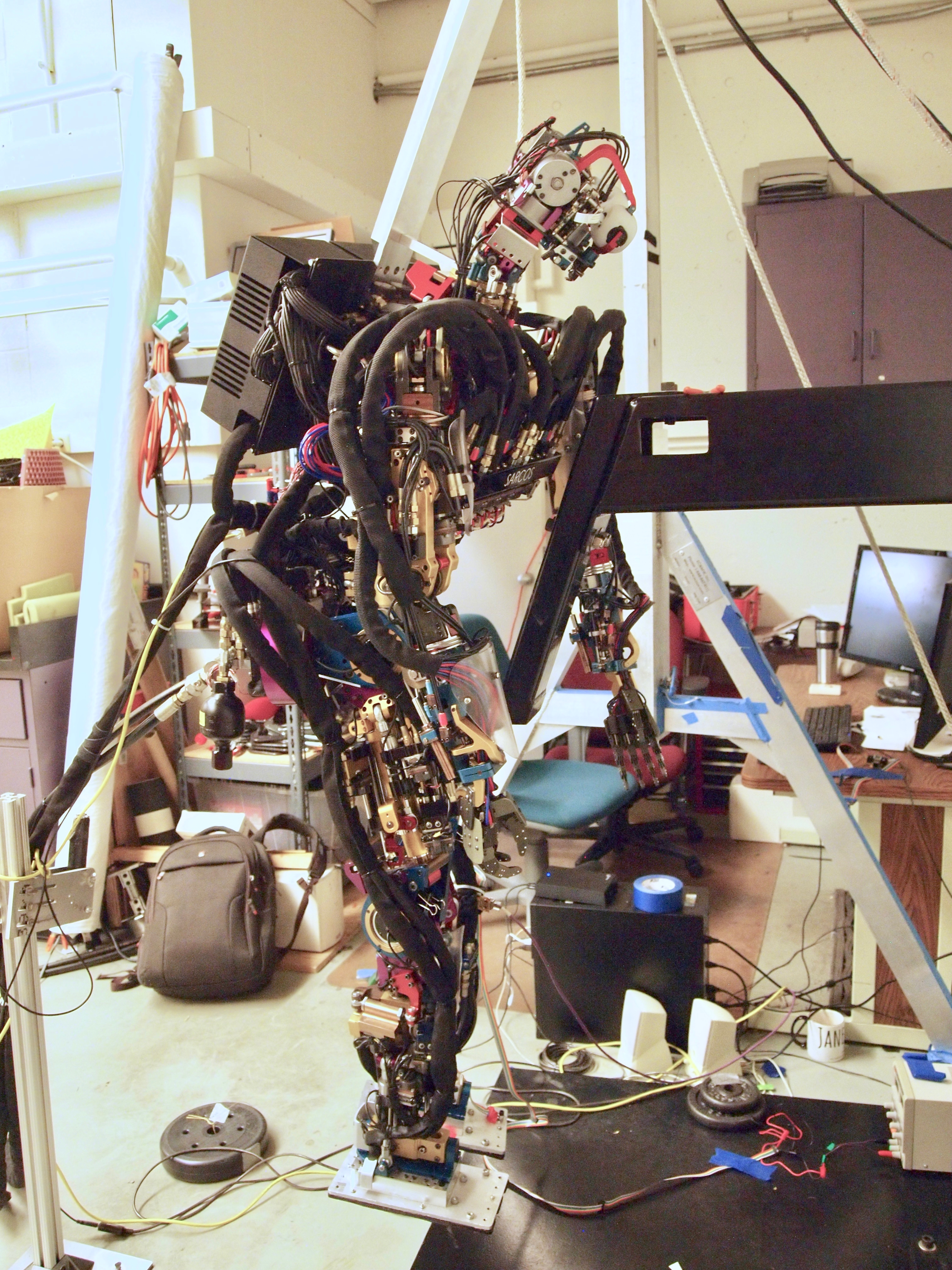
SARCOS, un robot humanoïde développé par des étudiants en robotique de Carnegie-Mellon et notamment célèbre pour ses mouvements dansés.

Au XXIe siècle, la philosophie de la danse continue d'évoluer et de s'enrichir, reflétant les changements culturels, sociaux et technologiques de l'époque. Des penseurs contemporains explorent de nouvelles perspectives sur le corps, la perception et l'expérience esthétique,, intégrant dans leur réflexion sur la danse des approches interdisciplinaires venues des études queers,, écologiques, féministes et décoloniales.
Avec l'évolution des technologies numériques de captation, de circulation de la danse et de production musicale, des pratiques populaires du mouvement comme les danses dans les concerts de jazz, le vogueing, ou les rave, font l'objet d'enquêtes spécifiques chez des philosophes comme Fred Moten,, Judith Butler ou McKenzie Wark.
Les avancées dans les domaines des neurosciences, de la psychologie et des sciences cognitives ont suscité un intérêt croissant pour la manière dont la danse affecte le cerveau et la perception humaine. Des philosophes comme Chantal Jaquet, Alva Noë ou Brian Massumi examinent la manière dont la danse peut remodeler nos expériences sensorielles et émotionnelles, offrant ainsi de nouvelles perspectives sur la nature de la conscience corporelle et de l'interaction sociale.
Parallèlement, les pensées issues des mouvements de justice sociale et environnementale (féministes, queers, antiracistes, décoloniaux, handicapés) enrichissent la philosophie de la danse en mettant en lumière les questions d'identité dans la pratique et la représentation de la danse. Elles interrogent les normes esthétiques et sociales qui régissent la danse, dans les conditions matérielles de son développement, mais aussi dans ce qu'elle représente sur scène ou travaille au studio.

Ainsi la philosophe canadienne Erin Manning propose-t-elle, dans Le Geste mineur, de s'appuyer sur la minorisation de la danse dans les arts pour rapprocher ces enjeux des mouvements de justice sociale (en particulier : les mouvements queers et les mouvements pour la neurodiversité). Elle écrit :

« Le mineur est une variation continuelle sur l'expérience. Il possède une mobilité que le majeur n'a pas : ses rythmes ne sont pas contrôlés par une structure préexistante, mais ouverts aux flux. Être en variation, c'est être en changement, indéterminé. Mais l'indétermination, par son caractère sauvage, est souvent considérée comme non rigoureuse, fragile et son manque de solidité est pris à tort pour un manque de consistance. Le mineur est alors rejeté, négligé ou oublié dans l'interaction des accords majeur. C'est là le revers du mineur, mais c'est aussi son pouvoir : il ne possède pas la pleine force d'un statut préexistant, d'une structure donnée, d'une métrique prédéterminée pour se tenir vivant. Il est hors du temps, intempestif, il invente rythmiquement sa propre pulsation. »

Aux côtés de ces contributions qui prennent de plus en plus appui sur l'expérience des chorégraphes et des danseurs et des danseuses, les esthétiques de la danse contemporaines s'intéressent aux dynamiques de réception des œuvres, les comparent avec d'autres formes d'art (notamment l'architecture et la musique) et proposent des analyses des enjeux politiques et ontologiques de la représentation du corps en mouvement.

### Relations avec les philosophies et les danses non-occidentales
Dès les débuts du XXe siècle, les philosophies et les danses extra-occidentales apportent une contribution significative à la philosophie de la danse en offrant des perspectives uniques sur le corps, le mouvement et l'esthétique et leur rôle dans la société. C'est notamment le cas dans un texte pionnier du sexologue Havelock Ellis intitulé The Philosophy of Dancing [philosophie du danser] (1914). Ellis y considère la danse et l'architecture comme des « arts fondamentaux », et il mobilise notamment les pratiques culturelles bantoues et autochtones du Mexique pour insister sur l'importance existentielle de la danse dans la vie humaine. Selon un trope commun à de nombreux philosophes après lui et ce jusqu'à aujourd'hui, Ellis pointe la manière dont l'oubli de la danse par la philosophie est lié au rejet du fait religieux, à la montée de l'individualisme et à la coupure d'avec l'environnement non-humain. Bien que son analyse soit problématiquement teintée d'exotisation, on peut pointer qu'elle anticipe sur les enquêtes ethnochoréologiques et sur l'ouverture aux épistémologies non-occidentales en philosophie de la danse.

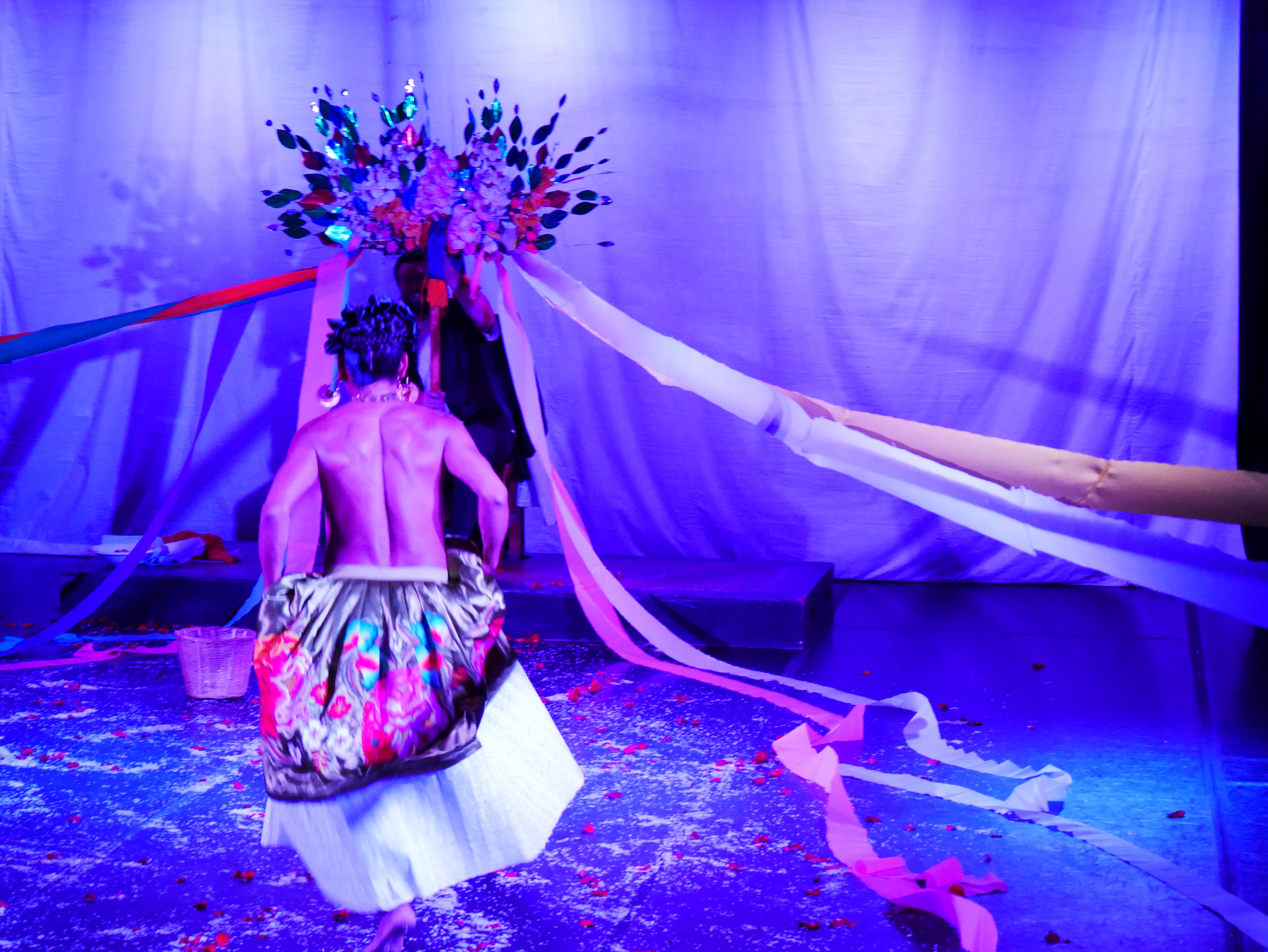
Réquiem para un Alcaraván (2012), du performer/anthropologue zapotèque Lukas Avendaño ; une pièce offrant une perspective anticoloniale sur les relations de genre et de race.

Au XXIe siècle, notamment sous la pression des mouvements anti-coloniaux dans les sciences humaines américaines, les danses et les perspectives autochtones des Amériques du Nord et du Sud ont offert des occasions de réexamen des danses scéniques occidentales. Dans ces approches, les danses autochtones sont présentées comme liées à la terre, à la communauté et aux ancêtres, incarnant des connaissances culturelles profondes et des modes de vie durables qui sont mobilisées en relation avec l’écologie et les luttes décoloniales.
Certains philosophes mobilisent aussi les pensées et les pratiques africaines abordant la danse comme un moyen de communication, de connexion communautaire et de célébration de la vie. Ce que le philosophe Achille Mbembe appelle des « petites insurrections ». Pour ces philosophes, dans de nombreuses cultures africaines, la danse est conçue comme  un aspect central des rituels religieux et des cérémonies sociales, exprimant la richesse de l'histoire, de la culture et de l'identité du peuple,.
Inscrites dans leur continuité, les danses afro-diasporiques, nées de l'expérience des personnes africaines déportées dans les Amériques au cours la traite atlantique, forment une autre branche importante des référents autres qu'occidentaux dans la philosophie de la danse. Images de la résistance et de la créativité face à l'oppression, des formes telles que la capoeira au Brésil, le gumboot en Afrique du Sud ou le vaudou en Haïti intègrent la danse, la musique, le chant et les rituels religieux pour célébrer l'héritage culturel en contexte d’oubli forcé et affirmer l'identité collective.
Ces danses et ces pensées de la danse qui se développent au bord de l’histoire moderne et coloniale de la danse occidentale offrent des perspectives uniques sur la relation entre le corps, la communauté et le sacré. Elles soulignent l'importance de la danse en tant qu'expression de la spiritualité, de la résistance et de la régénération culturelle. En les intégrant, les théories de la danse s’efforcent d’élargir les enjeux politiques, écologiques et spirituels de cette pratique.

### Relations avec les études en danse
En France, la philosophie fait partie intégrante des études en danse, telles qu'elles sont enseignées à l'université, en particulier à Paris-VIII, Lille-III et Lyon-II. Elle est également présente dans l'entraînement des danseurs et des danseuses dans les écoles supérieures de danse, en particulier au Centre national de danse contemporaine à Angers. Il n'y a pas de chaire ou de poste en philosophie de la danse dans les départements de philosophie des universités françaises mais certains enseignements de Licence et de Master l'incorporent depuis les années 2010.
Dans les pays anglo-saxons, notamment en raison du développement précoce des études en danse (dès les années 1960 aux États-Unis), l'enseignement de la philosophie de la danse revêt une plus grande importance, attestée par l'existence de chaires et de postes dédiés.
Dans ces différents espaces, la philosophie se présente comme au service du travail des artistes chorégraphiques et du déploiement de savoirs provenant de la pratique. Certaines philosophies de la danse peuvent faire l'objet de réserve de la part des critiques de danse, qui leur reprochent leur distance d'avec leur sujet. D'autres s'efforcent de montrer que les artistes chorégraphiques sont, comme les artistes d'autres disciplines, des personnes qui contribuent à produire par leurs œuvres et par leurs réflexions d'importantes contributions à la philosophie. Quelles que soient ces différentes approches, la philosophie en danse incarne souvent un rôle transdisciplinaire de soutien à la mise en lien de différentes sciences et régimes d'expérience du mouvement, y comprises la kinésiologie, la biologie, l'anthropologie, la sociologie, la psychanalyse, les théories féministes, queers et décoloniales.

### Textes classiques
- Aristote, La Poétique, ive siècle av. j.-c. (Wikisource)
- Lucien de Samosate, De la danse, iie siècle av. j.-c. (Wikisource)
- (en) Havelock Ellis, « The Philosophy of Dancing », The Atlantic,‎ février 1914 (lire en ligne )
- Paul Valéry, L'Âme et la Danse, Paris, Nouvelle revue française, 1921 (Wikisource) et Philosophie de la danse, Paris, Conférence à l’Université des Annales, 1936 (lire en ligne)
- Rachel Bespaloff (dir. Olivier Salazar-Ferrer), De la compréhension musicale à la métaphysique de l’instant. Écrits sur la musique et la danse, Paris, Non Lieu, 2022 (1re éd. 1924-1949) (EAN 9782352703211, présentation en ligne)
- Susanne Langer (dir. Anne Boissière et Mathieu Duplay), Vie, Symbole, Mouvement. Susanne K. Langer et la danse, De l'incidence éditeur, 2012 (1re éd. 1957) (EAN 978-2-918193-16-6, présentation en ligne)
- Frantz Fanon, Les Damnés de la terre, Paris, Maspero, 1961 (lire en ligne)

### Textes contemporains

#### En français
- Michel Bernard, De la création chorégraphique, Pantin, Centre national de la danse, 2001, 272 p. (ISBN 2-914124-12-0, présentation en ligne)
- Geisha Fontaine, Les danses du temps, Pantin, Centre national de la danse, 2004, 258 p. (présentation en ligne)
- Anne Boissière et Catherine Kintzler (dir.), Approche philosophique du geste dansé : De l’improvisation à la performance, Lille, Presses universitaires du Septentrion, 2006 (EAN 978-2-7574-2700-2)
- Véronique Fabbri, Danse et philosophie : Une pensée en construction, Paris, L'Harmattan, 2007, 236 p. (ISBN 9782296044753, présentation en ligne)
- Frédéric Pouillaude, Le désœuvrement chorégraphique : Étude sur la notion d’œuvre en danse, Paris, Vrin, 2009, 432 p. (ISBN 978-2-7116-2195-8, présentation en ligne)
- Marie Bardet, Penser et mouvoir : Une rencontre entre danse et philosophie, Paris, L'Harmattan, 2011, 248 p. (ISBN 978-2-296-54985-2, présentation en ligne)
- Roland Huesca, Danse, art et modernité : Au mépris des usages, Paris, Presses Universitaires de France, 2012 (EAN 978-2-13-058564-0, présentation en ligne)
- Basile Doganis, Pensées du corps : La philosophie à l'épreuve des arts gestuels japonais, Paris, Belles Lettres, 2012, 232 p. (ISBN 978-2-251-72216-0, présentation en ligne)
- Julia Beauquel, Esthétique de la danse : Le danseur, le réel et l'expression, Rennes, Presses Universitaires de Rennes, 2015, 324 p. (ISBN 9782753535299, présentation en ligne)
- Erin Manning (trad. de l'anglais par Aline Wiame), Le geste mineur [« The Minor Gesture »], Dijon, Les Presses du réel, 2019 (1re éd. 2016), 416 p. (EAN 9782378960322, présentation en ligne).
- Elsa Ballanfat, L'espace vide : Phénoménologie et chorégraphie, Zeta Books, 2021, 460 p. (EAN 978-6066971324, présentation en ligne)
- Christine Leroy, Phénoménologie de la danse : De la chair à l'éthique, Éditions Hermann, 2021, 188 p. (ISBN 9791037008251, présentation en ligne, lire en ligne)
- McKenzie Wark, « Xéneuphorie », Audimat, vol. 2,‎ 2023 (lire en ligne)
- Emma Bigé, Mouvementements : Écopolitiques de la danse, La Découverte, 2023, 232 p. (EAN 9782348074967, présentation en ligne, écouter en ligne)
- Alexandre Lacroix, La Danse : Philosophie du corps en mouvement, Allary Éditions, 2024, 238 p. (EAN 9782370734730, présentation en ligne)

#### En anglais
- (en) Aili Bresnahan, « The Philosophy of Dance », The Stanford Encyclopedia of Philosophy,‎ 12 janvier 2015 (lire en ligne).
- (en) Shay Welch, The Phenomenology of a Performative Knowledge System: Dancing with Native American Epistemology, London, Palgrave Macmillan, 2019, 215 p. (ISBN 978-3-030-04935-5, présentation en ligne)
- (en) McKenzie Wark, Raving, Durham, Duke Univeristy Press, 2023, 120 p. (ISBN 9781478019381, présentation en ligne)